# Rhabderemia bistylifera
Rhabderemia bistylifera är en svampdjursart som beskrevs av Claude Lévi 1961. Rhabderemia bistylifera ingår i släktet Rhabderemia och familjen Rhabderemiidae. Inga underarter finns listade i Catalogue of Life.